# 圣马尔切洛-皮斯托耶塞
圣马尔切洛-皮斯托耶塞（義大利語：San Marcello Pistoiese），原为意大利托斯卡纳大区皮斯托亚省的一个市镇。总面积84.75平方公里，人口6871人，人口密度81.1人/平方公里（2009年）。ISTAT代码为047019。
2017年圣马尔切洛-皮斯托耶塞和皮泰廖合并为新的圣马尔切洛-皮泰廖市镇。